# كلية الطب (جامعة القادسية)
كلية الطب بجامعة القادسية هي كلية طب حكومية عراقية تتبع جامعة القادسية. بدأت الدراسة فيها في العام الدراسي 1997/1998. تمنح الكلية شهادة البكالوريوس في الطب والجراحة العامة بعد إكمال ست سنوات دراسية ضمن نظام سنوي بواقع فصلين دراسيين وامتحانين نصف سنوي ونهائي، وتنقسم الكلية أحد عشر فرعًا علميًا.

## وصلات خارجية
- الموقع الرسمي للكلية على شبكة الإنترنت